# Shogo Iike
Shogo Iike (伊池 翔吾 Iike Shogo?, nacido el 15 de marzo de 1988 en Kanagawa) es un exfutbolista japonés. Jugaba de delantero y su último club fue el YSCC Yokohama de Japón.

## Trayectoria

### Clubes
| Club            | País  | Año         |
| --------------- | ----- | ----------- |
| Sagawa Printing | Japón | 2010 - 2012 |
| YSCC Yokohama   | Japón | 2013 - 2014 |

## Estadística de carrera

### J. League
| Club          | Año   | J. League | J. League | Copa J. League | Copa J. League | Total | Total |
| Club          | Año   | Part.     | Goles     | Part.          | Goles          | Part. | Goles |
| ------------- | ----- | --------- | --------- | -------------- | -------------- | ----- | ----- |
| YSCC Yokohama | 2014  | 6         | 0         | -              | -              | 6     | 0     |
| Total         | Total | 6         | 0         | 0              | 0              | 6     | 0     |